# Stadhuis van Sint-Niklaas
Het stadhuis van Sint-Niklaas stamt uit de 19e eeuw en staat op de Grote Markt van de Belgische stad Sint-Niklaas. Het is het derde gebouw dat gefunctioneerd heeft als gemeente- of stadhuis. Het is ontworpen door Pieter Van Kerkhove in neogotische stijl en gebouwd tussen 1876 en 1878.

## Geschiedenis

### Eerste en tweede gebouw
Het eerste stadhuis van de stad, nu bekend als het Parochiehuis, staat aan de overkant van de Grote Markt en werd gebouwd in 1663. In de 19e eeuw voldeed het gebouw echter niet meer voor de noden van het stadsbestuur. Daarom werd er besloten een nieuw stadhuis te bouwen op oude warande, gronden aan de noordwestelijke zijde van de markt die gebruikt werden als park. Dit betekende echter een derde inbreuk op de schenkingsakte van Margaretha II van Vlaanderen van 1248, die zei dat de markt altijd onverdeeld en onbebouwd moest blijven. Er was enig protest vanuit de bevolking tegen deze plannen, maar het stadsbestuur hield voet bij stuk.
Er werd een wedstrijd uitgeschreven voor het ontwerp. In 1841 werd het nieuwe, neoclassicistische gebouw van de hand van toenmalig stadsarchitect Jan De Somme-Servais opgetrokken. Op 16 december 1844 werd het in gebruik genomen. Nadat het stadhuis amper 33 jaren in dienst was, brandde het gebouw op 26 februari 1874 af. De stedelijke administraties namen noodgedwongen voor een tijdje hun intrek in de stedelijke academie.

### Derde gebouw
Op 2 december 1874 besliste de gemeenteraad een nieuw stadhuis te laten bouwen op dezelfde plek als het vorige. Ook nu werd er een wedstrijd georganiseerd voor het ontwerp. Eenentwintig ontwerpen werden ingediend en tentoongesteld van 15 april tot 1 mei 1875. De architect Pieter Van Kerkhove uit Lembeke werd op 28 juli 1875 door de jury uitgeroepen tot winnaar met een neogotisch ontwerp met een belforttoren, ondertekend met de leuze Vlaamsche Zeden, Vlaamsche Kunst. Hij kreeg een prijs van 3.000 Belgische frank. De aannemer Gabriel Fabry kreeg de uitvoering van de bouw toegewezen. 
Nadat het puin van het vorige stadhuis was weggehaald, begonnen op 15 april 1876 de werken. In augustus van hetzelfde jaar was reeds de ruwbouw van het gelijkvloers en de eerste verdieping klaar. Pieter Van Kerkhove hield nauw toezicht op de werkzaamheden zodat deze volledig zouden worden uitgevoerd zoals hij in gedachten had. De belforttoren kreeg tijdens de bouw de kritiek "te mager" te zijn en weinig "karakter" te hebben. Van Kerkhove loste dit op door in 1878 galmgaten aan te brengen waardoor de toren een zwaarder uitzicht kreeg. Bovendien ontstond dan de mogelijkheid een beiaard te kunnen installeren. De werken werden op 2 augustus 1878 door de architect voldoende gevorderd verklaard om het stadhuis in gebruik te nemen.
Bij de officiële opening op 1 september 1878 waren koning Leopold II en koningin Marie Henriëtte aanwezig, samen met andere hoogwaardigheidsbekleders zoals minister van openbare werken Sainctelette, minister van financiën Graux en minister van staat Malou. Een menigte van 20.000 toeschouwers was aanwezig op de Grote Markt, ondanks het regenachtige weer.
Na de opening gingen de werken verder, zowel aan de buitenkant als aan het interieur. Het wapenschild in de voorgevel was een moeilijke oefening. Het werk van zowel Pieter Van Kerkhove als van Jan Frans Van Havermaet werd afgekeurd. Uiteindelijk kwam men uit bij Mathias Lens, die wel twee pogingen moest doen alvorens het werk goedgekeurd werd. In 1882 werden twee gotische schoorstenen in blauwe arduin gekapt, voor de kabinetten van de burgemeester en de secretaris. Twee jaar later had Frans Van Havermaet de vier leeuwen afgewerkt die op de uiteinden van de trappen werden geplaatst.
In 1904, het honderdjarige jubileum van de stadsrechten, kreeg de toren een beiaard. De klokken werden gegoten door de Leuvense klokkengieter Felix Van Aerschodt en ingespeeld door de stadsbeiaardier van Mechelen, Jef Denyn. De eerste stadsbeiaardier van Sint-Niklaas werd een leerling van Denyn, Alfons Rolliers, in juli 1904. 
Aan het begin van de Eerste Wereldoorlog, op 7 oktober 1914, kwamen koning Albert I en koningin Elisabeth onverwachts aan in de stad. De koning overlegde met zijn generale staf in de Raadzaal en sprak met het college van burgemeester en schepenen op het kabinet van de burgemeester, waarna hij zich terugtrok in Kasteel Walburg om te overnachten. Ze vertrokken de volgende dag. Het stadhuis geraakte ongehavend uit beide wereldoorlogen.
Op 11 augustus 1915 werd het stadhuis uitgerust met elektriciteit.
In de jaren 1950 en 1960 werden de huizen aan weerskanten van het stadhuis afgebroken en werden modernere vleugels in de plaats gebouwd, die plaats boden aan de administratie. Begin jaren 1990 breidde het stadhuis verder uit aan de kant van de Onze-Lieve-Vrouwestraat en in 2002 werd de pastorij in de Sint-Jozefstraat ingericht als administratie en verbonden met de andere administratieve gebouwen. In 2016 begon een grootschalige vernieuwing van het stadhuis. Een nieuwe rechtervleugel werd gebouwd, met plaats voor onder meer de stadswinkel en het stadsarchief. In 2022 waren de werken voltooid.
Sinds 1981 is het stadhuis een beschermd monument.

## Beschrijving
Het gebouw is een typisch neogotisch voorbeeld van een mengeling van een oud Vlaams gotisch geheel, met een beiaard met 49 klokken in het belfort (40 m) en op de hoeken de niet-functionele pinakeltjes. De breedte is 39 meter en de hoogte 24,75 meter, gemeten vanaf het dak. De gevel, het belfort en de inkomhal zijn van witte hardsteen van Gobertange gemaakt. Voor de nerven van de gewelven, de balkonconsolen en de trapleuningen is witte hardsteen uit Rochefort gebruikt. De achtergevel is soberder en bestaat voornamelijk uit baksteen van Rupelmonde. 
De gevel bestaat uit twee rijen met twaalf vensters, met in het midden het belfort. De vensters van de bovenste rij zijn timpaanvormig. Onderaan het belfort zijn er twee trappen die zorgen voor toegang tot het stadhuis. Aan de uiteinden van de balustrades staan vier leeuwen met het wapenschild van de stad, gemaakt door Frans Van Havermaet.
Het interieur is versierd met polychrome wandschilderingen in neogotische stijl. Een deel van het stedelijk kunstpatrimonium met sculpturen, schilderijen en gravures is hier permanent te bezichtigen. Een grote trap leidt naar de Trouwzaal, waar men uitzicht heeft op de Grote Markt. Andere zalen op de bovenverdieping zijn de Commissiezaal en de Gemeenteraadszaal.
Voor het stadhuis staat sinds 1996 een beeld van Sinterklaas, van de hand van Achiel Pauwels.

## Fotogalerij

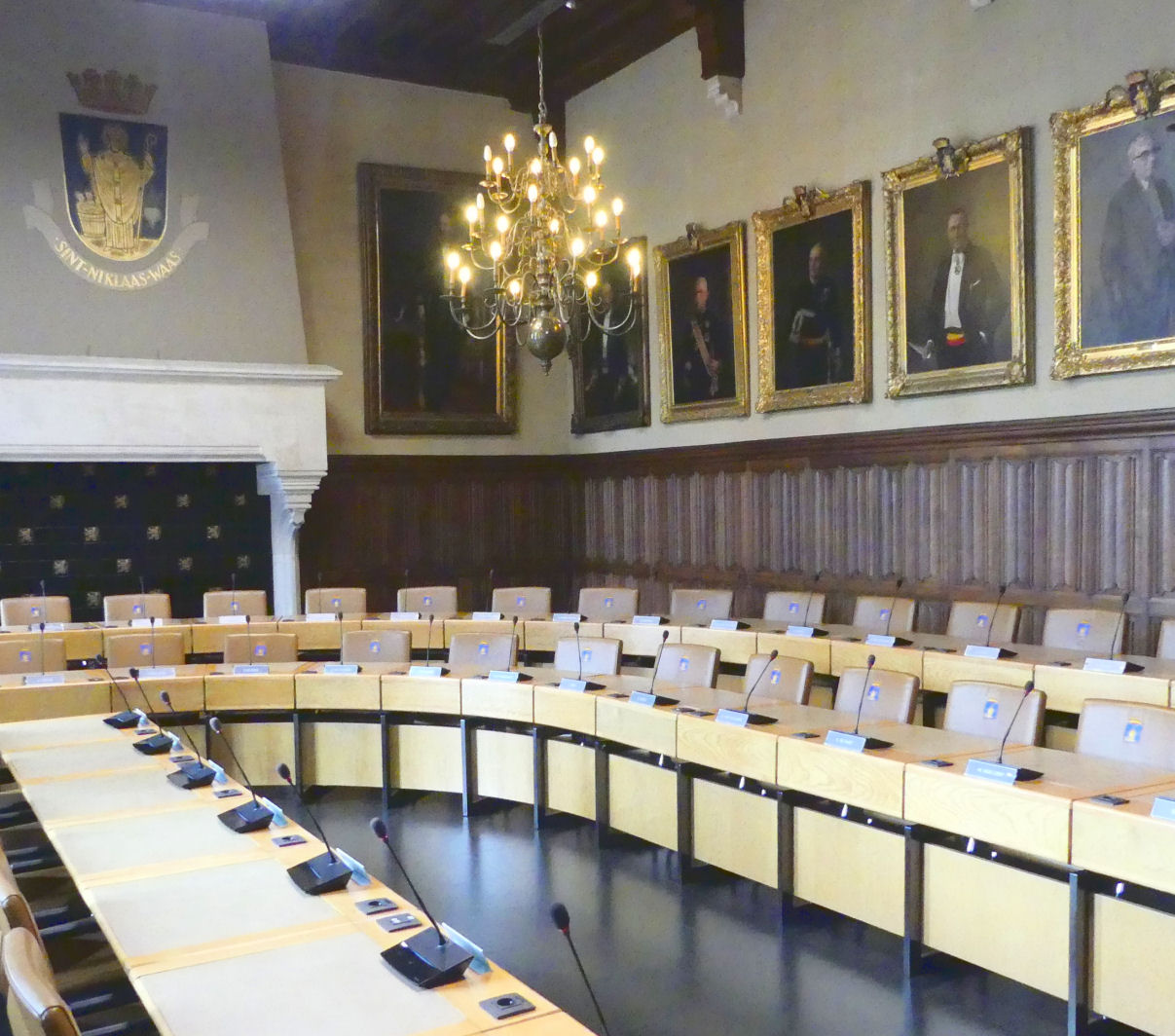
Raadszaal met portrettengalerij.
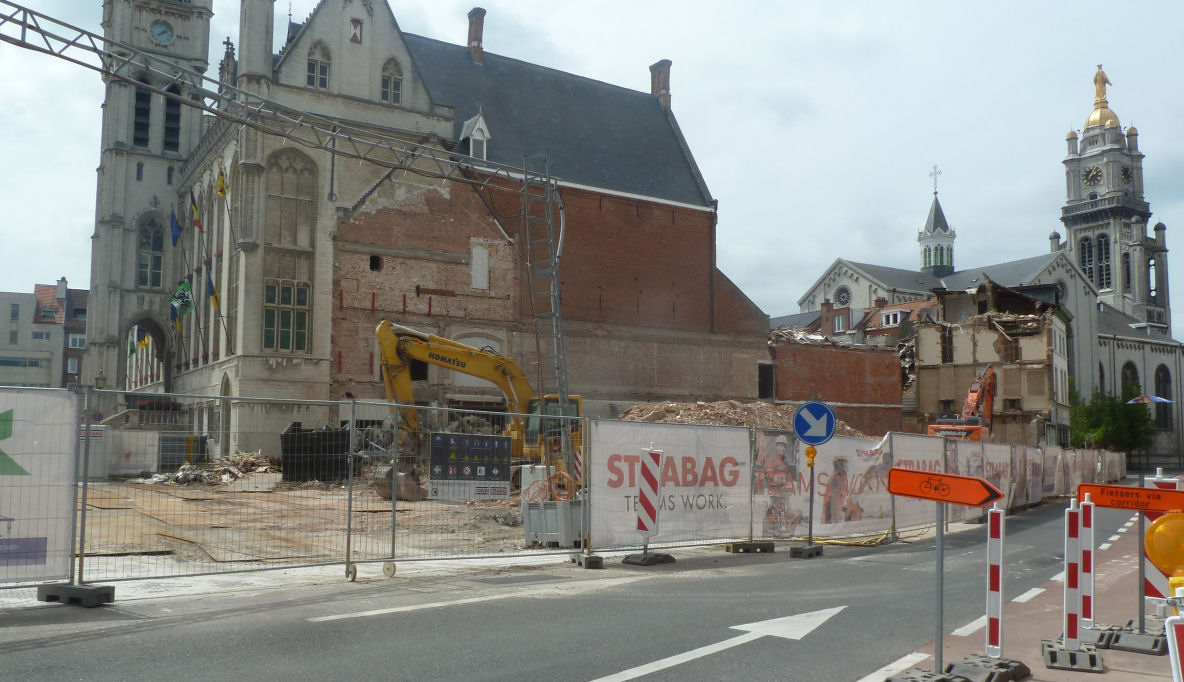
Afbraak van de rechtervleugel in 2019
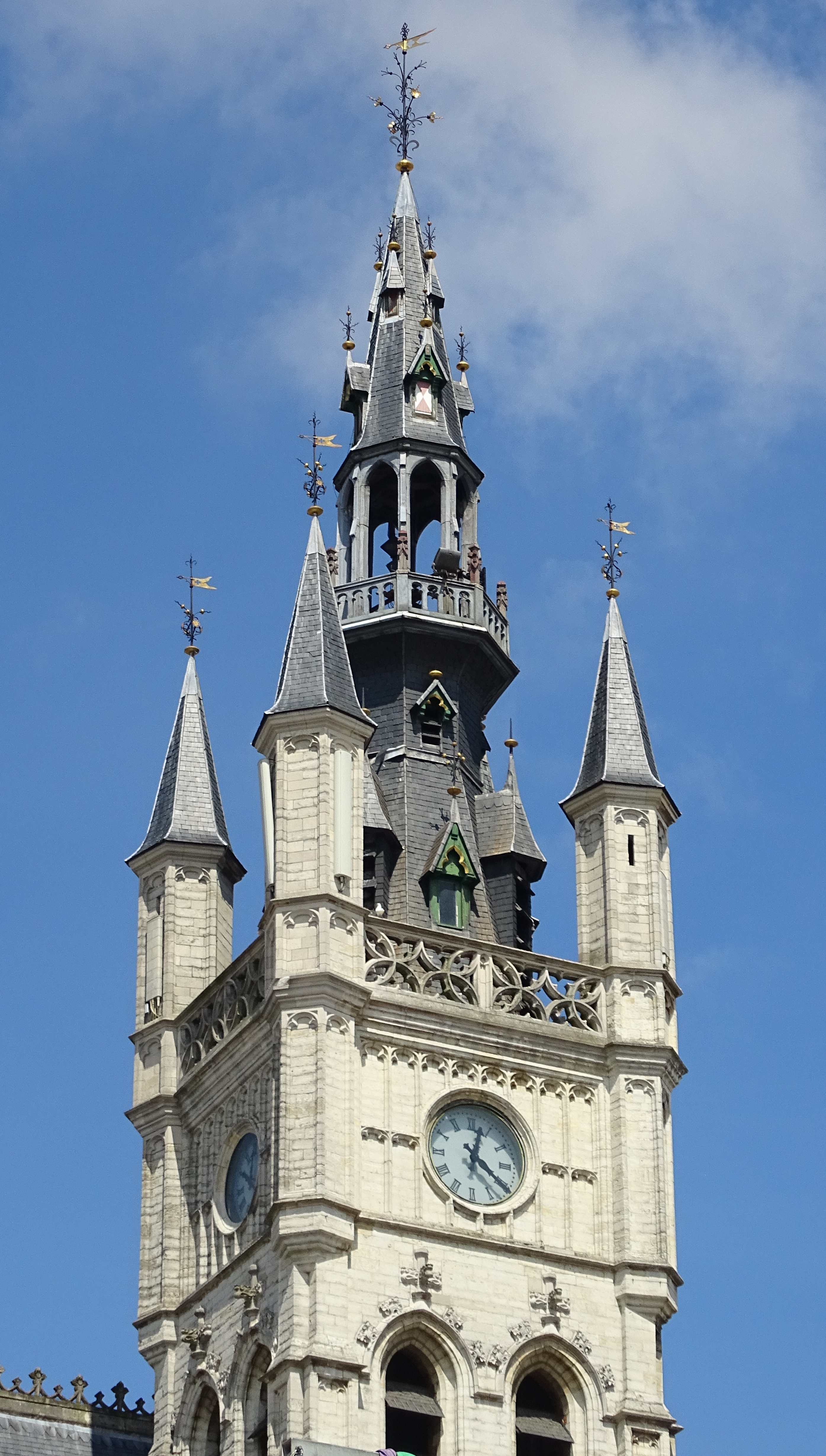
Detail van het belfort
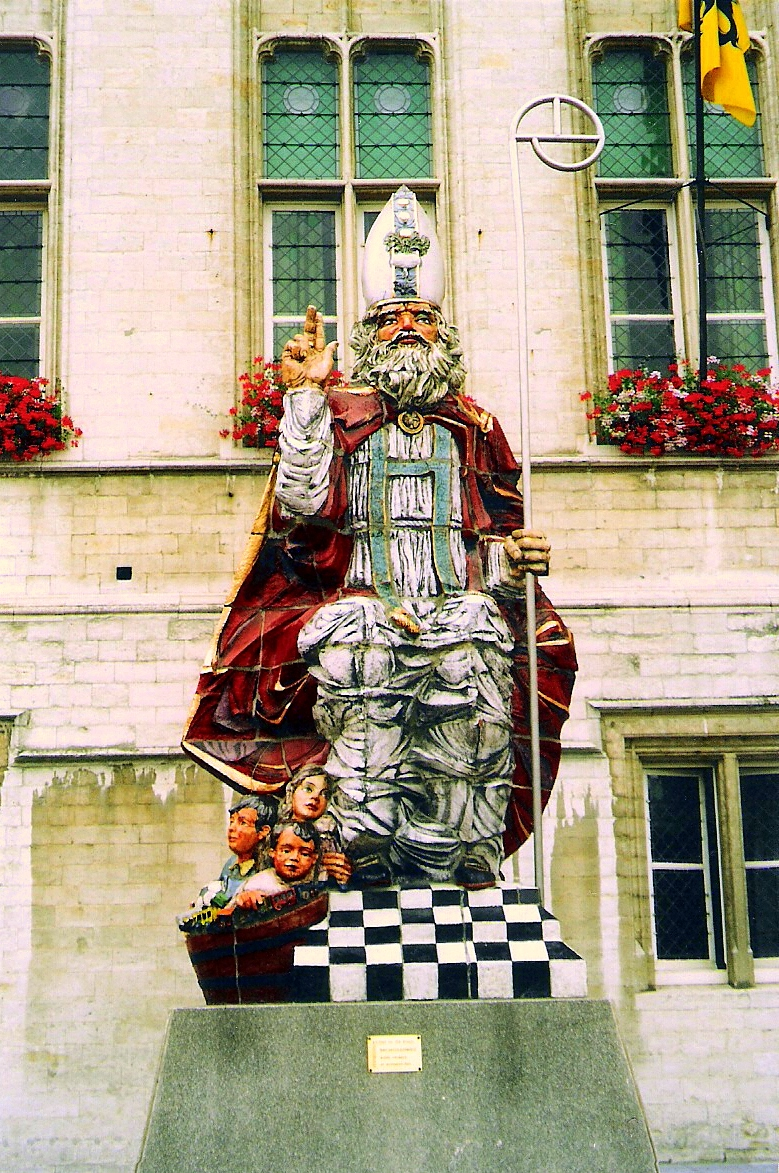
Standbeeld van Sinterklaas voor het gebouw
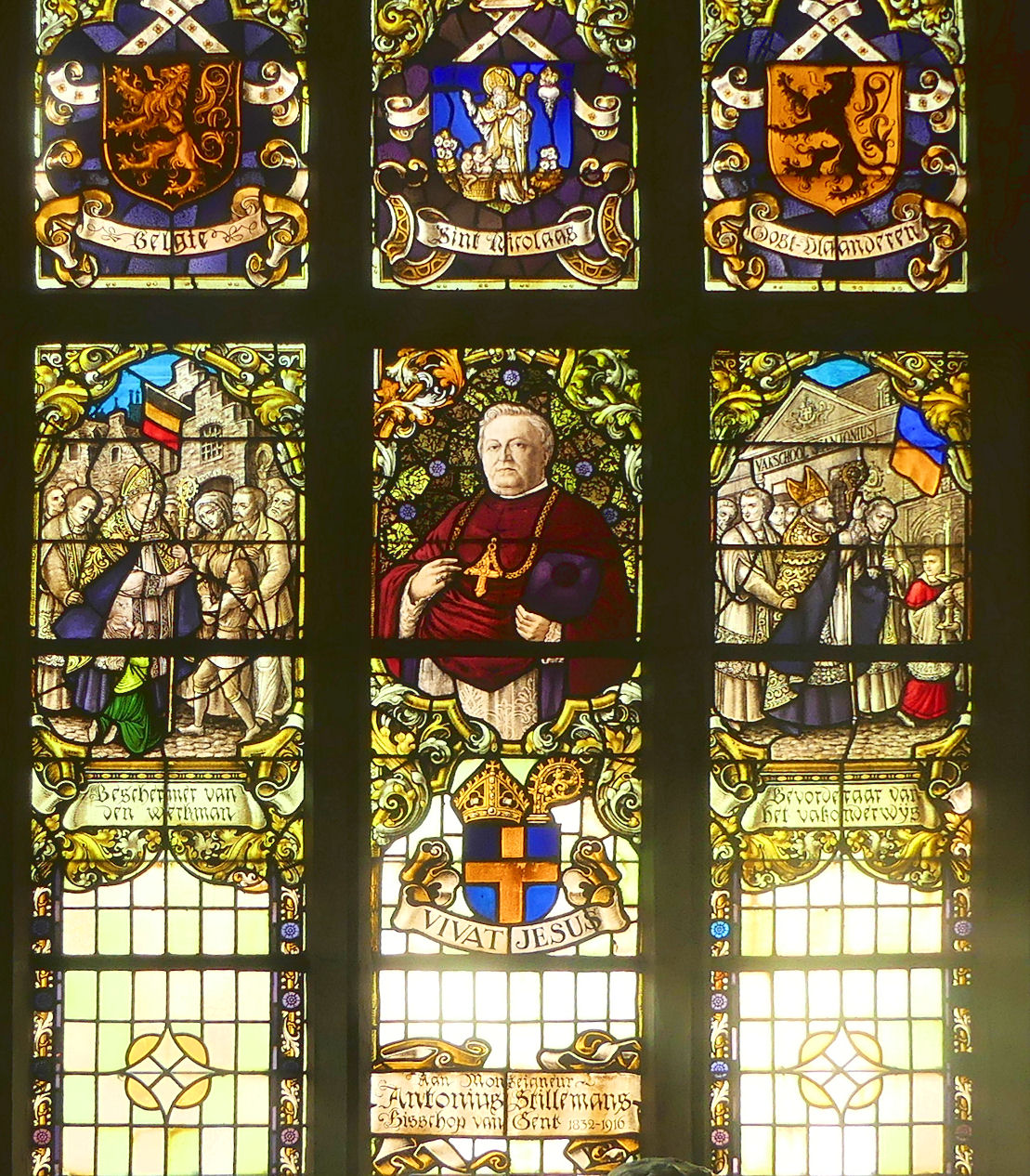
Glasraam ter ere van Mgr. Stillemans
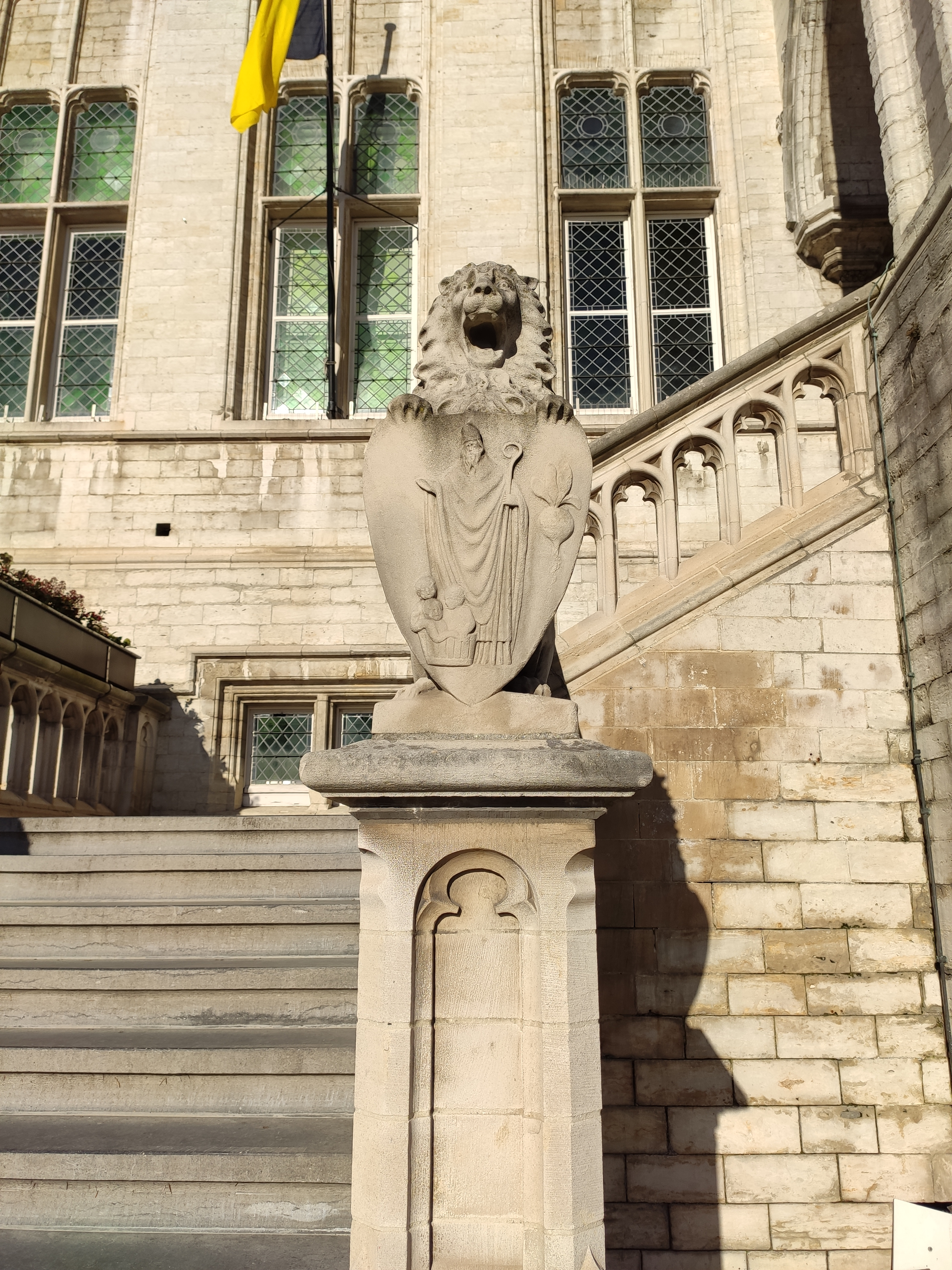
Een van de vier leeuwen met het wapenschild van de stad op de trappen, gemaakt door Frans Van Havermaet
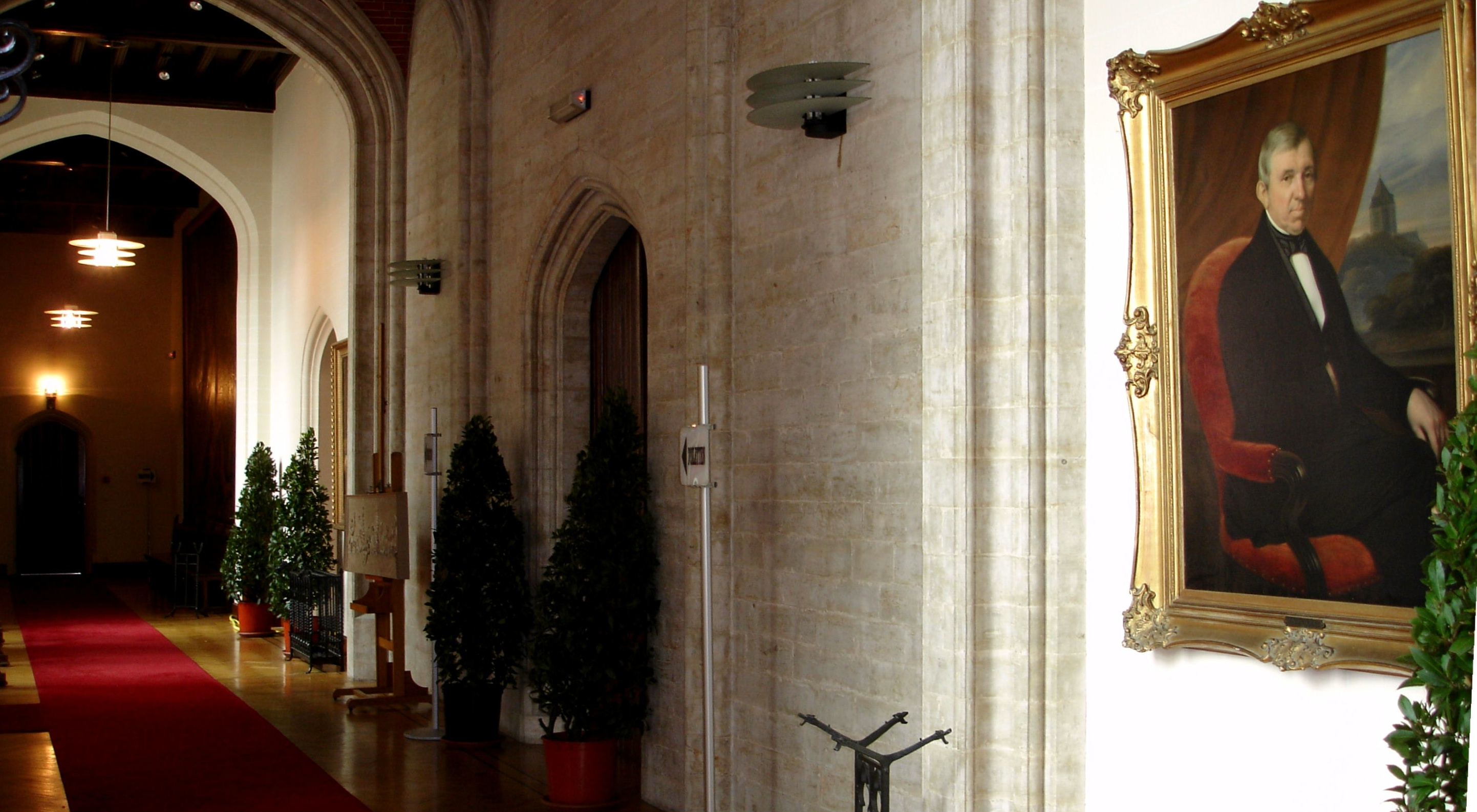
Gang op de bovenverdieping

## Trivia
Het stadhuis diende als inspiratie voor de gemeentehuizen van Maldegem en Knokke.